# Cladocarpus natalensis
Cladocarpus natalensis is een hydroïdpoliep uit de familie Aglaopheniidae. De poliep komt uit het geslacht Cladocarpus. Cladocarpus natalensis werd in 1977 voor het eerst wetenschappelijk beschreven door Millard. 